# Іонешть (Арджеш)
Іонешть, Іонешті (рум. Ionești) — село у повіті Арджеш в Румунії. Входить до складу комуни Бузоєшть.
Село розташоване на відстані 96 км на захід від Бухареста, 27 км на південь від Пітешть, 92 км на схід від Крайови, 128 км на південний захід від Брашова.

## Населення
За даними перепису населення 2002 року у селі проживали 744 особи, з них 743 особи (99,9%) румунів. Усі жителі села рідною мовою назвали румунську.